# Limenitis ozolis
Limenitis ozolis är en fjärilsart som beskrevs av Hans Fruhstorfer. Limenitis ozolis ingår i släktet Limenitis och familjen praktfjärilar. Inga underarter finns listade i Catalogue of Life.